# لدونة عصبية

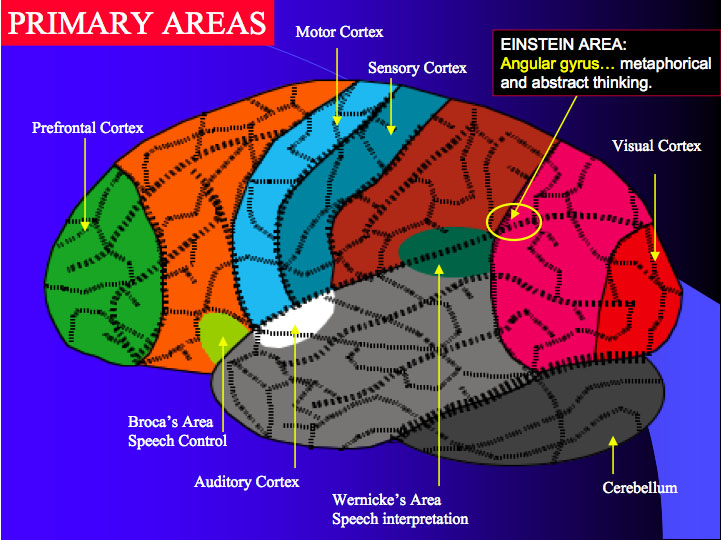
على عكس الفكرة التقليدية الموضحة في هذا المخطط، فإن وظائف المخ لن تقتصرعلى مواقع معينة ثابتة.

اللدونة العصبية (بالإنجليزية: Neuroplasticity)‏ تسمى أيضاً مطاوعة الدماغ، يشمل هذا المصطلح كلاً من اللدونة المشبكية واللدونة غير المشبكية. اللدونة غير المشبكية هي التي تتعلق بتغيرات في طرق النقل العصبي وأيضاً بعض المشابك المرتبطة بتغيرات في سلوك الجسم وبيئته وعملياته العصبية بالإضافة إلى التغيرات التي تعقب الإصابات الجسدية.
تظهر اللدونة العصبية في مستويات مختلفة، بدءاً من التغيرات الخلوية الناجمة عن التعلم وصولاً إلى تغيرات شاملة في القشرة المخية استجابة لإصابة ما. يبرز دور اللدونة العصبية في التنمية الصحية والتعلم والذاكرة وكذلك التعافي بعد إصابة دماغية.
خلال القرن العشرين كانت آراء معظم علماء العصبية متفقة بأن الدماغ يبقى ثابتاً بعد انتهاء تطور الإنسان (أو ما يسمونه انتهاء الفترة الحرجة والمقصود بها المرحلة التي إذا اجتازها الكائن ولم يتطور خلالها بالشكل الكافي يصعب بعدها أن يصلح الخلل وتكون هذه المرحلة في بداية الطفولة).
دراسة اللدونة العصبية سمحت لنا بالتخلص من الفرضية السابقة التي تقول: أن الدماغ عضو فسيولوجي مستقر وأتاحت لنا استكشاف الطرق التي يتغير فيها الدماغ خلال حياتنا بالرجوع إلى العديد من النتائج التي تثبت لدونة الدماغ حتى في مرحلة البلوغ.
أثبت كلٌ من هوبل وفيزل أن أعمدة الخلايا العصبية العينية في القشرة البصرية الأولية V1، كانت ثابتة بشكل كبير بعد انتهاء تطور الجنين، كما وضَّحت الدراسات ثبات الشبكات الحسية العصبية في تلك المنطقة كذلك. لكن دراسات أخرى أثبتت أن التغير البيئي يمكن أن يغير السلوك والإدراك عن طريق تعديل الاتصالات بين العصبونات أو حتى تكوين عصبونات جديدة في الحصين والمخيخ مثلاً ، أو في أجزاء أخرى من الدماغ.
عقود من الأبحاث  أظهرت وجود تغيرات جوهرية في مناطق معالجة المعلومات المتوضعة في أسفل منطقة من القشرة الحديثة تؤدي إلى تغيير نمط تنشيط الخلايا العصبية بشكل كبير في الاستجابة للتجارب التي تمر بالشخص.
تشير البحوث العصبية أن التجارب التي تمر بالشخص يمكن أن تغير بنية الدماغ التشريحية وبنيته الفزيولوجية، وتستمر البحوث الآن في مناقشة مستمرة بين الدراسات التي ترى ثبات الدماغ بعد الفترة الحرجة ونتائج حديثة تثبت لدونة الدماغ.

## علم الأعصاب
واحد من المبادئ الأساسية لكيفية ارتباط وظائف لدونة الأعصاب بمبدأ التشذيب المشبكي، الفكرة من تلك الارتباطات الفردية ضمن الدماغ بأنها تزال أو تنشأ بشكل ثابت.
يعتمد ذلك بشكل كبير على كيفية استخدامها. هذا المبدأ اقتبس من المثل «الأعصاب التي تفعل معا، تتصل معا»/«الأعصاب التي تفعل جزء، مرتبطة بجزء». يلخص نظرية هيب (hebbian theory).
إذا كان هناك عصبان متجاوران عادة تنتج نبضات بشكل آني، ربما تصبح خرائطها القشرية واحدة.
هذه الفكرة تعمل في الاتجاه المعاكس أيضا. ذلك يعني أن (بمعنى اخر) الأعصاب التي لا تنتج بشكل دوري نبضات آنية سوف تشكل خرائط مختلفة.

### الخرائط القشرية
يوصف التنظيم القشري، وخصوصاً بالنسبة إلى الأجهزة الحسّية، بمصطلح «الخرائط».
على سبيل المثال، تخطط المعلومات الحسّية من القدم إلى جهة قشرية واحدة والتخطيط من اليد يتوضع في جهة أخرى. وكنتيجة لهذا التنظيم جسدي التموضع للمدخلات الحسّية إلى القشرة، فإن التمثيل القشري للجسم يصبح مشابهاً لخريطة (أو قزم).
بدأت مجموعات متعددة في أواخر السبعينات ومطلع الثمانينات من القرن العشرين باستكشاف التأثيرات الناتجة عن إزالة أجزاء من المدخلات الحسّية. استخدم كل من مايكل ميرزينتش Michael Merzenich ، جون كاس Jon Kaas، ودووغ راسماسن Doug Rasmusson الخرائط القشرية كمتغيّر تَابع.
وجدوا- وذلك نظراً لكونه مثبتاَ في نطاق واسع من المختبرات- بأنه إن حُرمت الخرائط القشرية من مدخلاتها فسوف يتم تفعيلها في وقت لاحق كاستجابة لمدخلات أخرى مجاورة لها عادةً.
دراسة ميرزينتش (1984) المتعلقة بخرائط أيدي قرد البومة قبل وبعد بتر الإصبع الثالث. قبل البتر، كان هنالك خمس مناطق واضحة، كل واحدة منها مماثلة لكل إصبع من اليد التجريبية. بعد 62 يوم من بتر الإصبع الثالث، فإن المنطقة في الخريطة القشرية التي كانت مشغولة سابقاً بتلك الإصبع غُزِيت وشُغِلت بالإصبعين الثاني والرابع المجاورين سابقاً للإصبع المبتورة.
لا تتوضع المناطق التي تمثّل الإصبعين الأول والخامس بشكل مباشر إلى جانب المنطقة التي تمثّل الإصبع الثالث، ولذلك تبقى هذه المناطق، بالنسبة لمعظم هذا الجزء، غير متغيرة ما بعد البتر. تُظهر هذه الدراسة بوضوح بأنه المناطق المجاورة فحسب لمنطقة محددة سوف تقوم بغزوها لتستبدل الخارطة القشرية.
في النظام الحسي الجسدي، حيث تم البحث في هذه الظاهرة بكل معنى الكلمة، فإن wall Jt و J Xu قد اقتفيا أثر الآليات المشكلة لأساس هذه اللدونة. إعادة التنظيم لا تتولد قشرياً، ولكنها تحدث في كل مرحلة من التسلسل النامي؛ وهذا ينتج بأن تصبح التغيرات في الخريطة ملحوظة في القشرة المخية.
بدأ ميرزنتش ووليام جنكينز (عام 1990) الدراسات المتعلقة بالخبرة الحسية، دون اضطراب مرضي ليلاحظا قشرياً لدونة النظام الحسي الجسدي للرئيسيات مع استنتاج أن مواقع الحس تتفعل من زيادة السلوك التعزيزي المتعلق باستجابتهما القشرية.
بعد ذلك بوقت قصير قام فورد إبنر وزملاؤه (1994) بتجارب مماثلة على القشرة البرميلية (barrel cortex) للشعرات الأنفية (whisker) لدى قوارض (النظام الحسي الجسدي أيضاً). اختلفت هاتان المجموعتان اختلافاً كبيراً بمرور السنين.
أصبحت تجارب شارب القوارض محط تركيز لإبنر، ماثيو دياموند، مايكل آرمسترونغ جيمس، روبرت ساشديف، وكيفن فوكس وقد حققوا نجاحات كبيرة في تحديد موضع التغير الذي يجري في نقاط المشابك العصبية القشرية والذي يعبر عن مستقبلات NMDA والضالع في المدخلات الكولنرجية كضرورة للتعبير العادي.
ومع ذلك ركزت دراسات القوارض بشكل ضعيف على النهاية السلوكية ولقد حدد رون فروستينغ ودانيال بولي (1999, 2004) المناورات السلوكية التي تسبب التأثير الأساسي على اللدونة القشرية في هذا النظام.
استخدم كلٌّ من ميرزنش وبلاك في عام (2002, 2005, 2006) الزرعات القشرية مرة ثانية لدراسة نمو الليونة العصبية في كلٍّ من الجهاز السمعي والجهاز الحسي الجلدي. أظهر كلا الجهازين تغيرات متماثلة فيما يتعلق بالسلوك. فعندما يترافق التحفيز إدراكياً والتعزيز فإن الاستجابة القشرية تبدو مدعمة وموسعة. وقد تزداد الاستجابة في بعض الحالات من ضعفين إلى ثلاثة خلال يوم أو يومين. في الوقت الذي يتطلب الحس الحركي سلوكاً جديداً، وتختفي هذه التغيرات كليّاً خلال أسابيع قليلة. أظهرت الدراسات الشاهدة أن هذه التغيرات لا تحدث بالتجربة الحسية وحدها بل إنها تحتاج للتعلم حول التجربة الحسية، ومزيداً من القوة التحفيزية المرافقة للاستجابة، وأن تحدث بطبيعة مساوية في التشغيل للحالات السلوكية العادية.
إن الظاهرة المثيرة للاهتمام المتضمنة بالخرائط القشرية هي ظاهرة وهم الأطراف (Phantom limbs). وتعرف هذه الظاهرة لدى الناس الذين خضعوا لعمليات بتر سواء في اليدين أو الذراعان أو الساقين لكنها ليست محدودة بالأطراف. إن الأسس العصبية لهذه الظاهرة لم تدخل الدراسات بعد إلا أنه من المعتقد أن إعادة التنظيم القشري يلعب دورآ مهما.
قسم كل من نورمان دويدج وبتوجيه من مايكل مرزنك تظاهرات اللدونة العصبية إلى تأقلم ذو سلوك إيجابي أو سلبي.
وبالنتيجة على سبيل المثال إذا شفي الشخص بعد السكتة الدماغية وأصبح أداؤه طبيعيا من الممكن اعتباره مثالا للدونة الإيجابية.
أما حدوث التغيرات كزيادة النمو العصبوني والذي يؤدي إلى التشنجات والشلل المقوي أو التحرير الزائد للناقلات العصبية كرد فعل على الأذية العصبية والذي قد تؤدي إلى موت الخلايا العصبية من الممكن اعتبارها لدونة سلبية.
بالإضافة إلى أن الإدمان الدوائي والوسواس القهري هي أمثلة معتبرة للدونة السلبية كما يرى الدكتور دودج.
كما ان إعادة تشكيل تشابكات عصبية جديدة بعد السكتة الدماغية ينتج عنه مثل هذه السلوكيات وعدم التلاؤم الشديد.
اظهرت دراسة اجريت 2005 ان تاثيرات اللدونة العصبية حدثت بشكل أسرع مما كان يتوقع سابقا حيث صورت أدمغة طلاب الطب خلال فترة امتحاناتهم وخلال مدة شهر كانت المادة السنجابية الدماغية قد ازدادت بشكل واضح في القشر الجداري الجانبي والخلفي.

## تطبيقات وأمثلة

### معالجة الضرر الدماغي
من النتائج المفاجئة للدونة العصبية أن نشاط الدماغ المرتبط بإحدى وظائفه يمكن أن ينتقل إلى موضع مختلف؛ ينتج هذا عن التجربة الطبيعية ويحدث أيضاً في عملية الشفاء من الأذية الدماغية. اللدونة العصبية هي القضية الأساسية التي تدعم القاعدة العلمية لعلاج الأذية الدماغية المكتسبة بالبرامج العلاجية التجريبية الموجهة للهدف في سياق أساليب إعادة التأهيل للعواقب الوظيفية للأذية. دماغ البالغ ليس موصَّلاً بدارات عصبية ثابتة كلياً. يوجد العديد من الأمثلة على نشوء تراكيب قشرية وتحت قشرية من الدرارات العصبية استجابةً للتدريب واستجابةً للأذية أيضاً. وهذا دليل محكم على حدوث تخلق النسيج العصبي (ولادة الخلايا العصبية) في دماغ الثديي البالغ - وتستمر مثل هذه التغييرات بشكل جيد في عمر متقدم. ينحصر الدليل على تخلق الخلايا العصبية بشكل أساسي في الحصين والبصلة الشمية، ولكن الأبحاث الحالية كشفت أن أجزاء أخرى من الدماغ مثل المخيخ مكتنفة أيضاً في هذه العملية.
في بقية الدماغ، الأعصاب يمكن أن تموت لكن لا تتجدد، على كل حال، هنالك الآن دليل كاف للنشاط، المعتمد على التجربة لاعادة التنظيم للمشابك العصبية للدماغ يتضمن بنى متداخلة تتضمن القشرة المخية، والتفاصيل الدقيقة لكيفية حدوث هذه العملية على المستوى الجزيئي ومستوى التركيب الدقيق هي المواضيع الناشطة لباحثي علم الأعصاب. الاسلوب الذي يمكن للتجربة ان تؤثر على تنظيم المشابك في الدماغ هي أيضا الأساس لعدة من النظريات لعمل الدماغ تتضمن النظرية العامة للعقل ونظرية المعرفة تعود لالداروينية العصبية وطورت من قبل عالم المناعة جيرالد إيدلمان الحائز على جائزة نوبل.
مبدأ لدونة الأعصاب هي أيضاً الأساس لبنية المشبك ووظيفته في دراسة الإشراط الكلاسيكي في نماذج الحيوانات اللافقارية مثل Aplysia . هذا البرنامج الاخير لبحث الاعصاب انبثق من ground-breaking عمل باحثين آخرين؛إريك كاندل الحائز على جائزة نوبل، وعدد من زملائه في كلية الأطباء والجراحين بجامعة كولومبيا.
يعد بول باخي ريتا Paul Bach-y-Rita المتوفى عام 2006 "أب الاستبدال الحسّي ولدونة الدماغ." في عمله مع مريضة ذات جهاز دهليزي متضرر قام بتطوير بوابة الدماغ BrainPort  ، وهي آلة "تحل مكان الجهاز الدهليزي لديها وسترسل إشارات التوازن إلى دماغها من لسانها." بعد استعمالها لهذه الآلة لبعض الوقت لم تعد ضرورية، حيث استعادت القدرة على الأداء بشكل طبيعي. فقد انتهت أيام تعديل التوازن لديها.
اللدونة هي التفسير الأهم لهذه الظاهرة. لأن الجهاز الدهليزي كان لديها "مضطرباً" ويرسل إشارات عشوائية عوضاً من كونها مترابطة، تمكّن الجهاز الدهليزي من العثور على سبل جديدة حول السبل العصبية المتضررة أو المحجوبة، مما يساعد في تعزيز الإشارات المرسلة بواسطة بقية النسج السليمة. فسّر باخي ريتا اللدونة بقوله، "إن كنت تقود السيارة من هنا إلى ميلووكي (مدينة في جنوب شرق ولاية ويسكونسن الأمريكية) وقطع طريق الجسر الرئيسي، أولاً تقف عاجزاً. ثم تتخذ طرقاً قديمة ثانوية عبر المزارع. ثم تستعمل هذه الطرق أكثر؛ وتعثر على طرق أقصر للوصول حيثما تريد الذهاب، وتبدأ بالوصول إلى وجهتك أسرع. هذه السبل العصبية "الثانوية" تصبح "متكشّفة" وتصبح أقوى مع استمرار استعمالها. يعتقد أن عملية "التكشّف" عموماً هي واحدة من الأساليب الأساسية التي يميّز بها الدماغ اللدن نفسه.
وجدت مجموعة راندي نودو بأنه إذا حدثت سكتة دماغيه صغيرة (الاحتشاء) من خلال عرقلة تدفق الدم إلى جزء من القشرة المخية (الدماغية) لقرد، فإن جزء الجسم الذي يستجيب بواسطة الحركة سيتحرك عندما يتم تحفيز المناطق المجاورة لمناطق الدماغ التالفه.
في أحد الدراسات، intracortical microstimulation (ICMS) استُخدمت تقنيات رسم الخرائط في تسع قرود. حيث خضع بعضهم لعمليات احتشاء دماغيه _ بينما خضع البعض الآخر لعمليات ICMS
القرود ذو عمليات الاحتشاء الدماغيه احتفظت أكثر بقدرتها على ثني الإصبع أثناء استعادة الطعام، وبعد عدة أشهر عاد هذا العجز إلى مستويات ما قبل العملية.
وفيما يتعلق بتمثيل forelimb البعيد، أظهرت عمليات رسم خرائط الاحتشاء بأن تمثيلات الحركة خضعت لعملية إعادة التنظيم في جميع المناطق المجاورة للقشرة المخية غير التالفة.
«إن فهم التفاعل بين المناطق التالفة والغير تالفة يوفر قاعدة لخطط علاج أفضل لمرضى السكتة الدماغية.»
يتضمن البحث الحالي تعقب التغيرات التي تحدث في المناطق الحركية للقشرة المخية (الدماغية) كنتيجة للسكتة الدماغية.
وبالتالي، فإن الأحداث التي تحدث في عملية إعادة تنظيم الدماغ يمكن أن تؤكد ذلك. تشارك مجموعة نودو أيضاً في دراسة خطط العلاج الذي قد تعزز التعافي من السكتات الدماغية، مثل العلاج الطبيعي، والعلاج الدوائي، والعلاج بالتحفيز الكهربائي.
المرونة العصبية تكتسب شعبية كنظرية، على الأقل في جزء منها، التي تفسر التحسنات في النتائج الوظيفية مع البدنية في علاج مابعد السكتة الدماغية. تقنيات إعادة التأهيل التي لديها دليل لتشير إلى إعادة التنظيم القشرية كآلية للتغيير تشمل علاج الحركة الناجمة عن القيود، والتحفيز الكهربائي الوظيفي والتدريب المفرغ مع دعم وزن الجسم، والعلاج الواقعي الافتراضي.
العلاج بمساعدة الروبوت هو تقنية ناشئة، التي أيضا من المفترض أن تعمل إلى جانب طريقة المرونة العصبية، على الرغم من أنه لا يوجد حالياً دليل كافي لتحديد الآليات الدقيقة للتغيير عند استخدام هذا الأسلوب.
وكان جون كاس (وهو أستاذ في جامعة فاندربيلت)قادرعلى أن يظهر «كيف أن المنطقة»3b"الجسدية الحسية والمنطقة (VP) البطنية الخلفية ونواة المهاد قد تأثرت بسبب أذية العمود الظهري من جانب واحد لمدة طويلة عند مستويات عنق الرحم في قرود المكاك."
أدمغة البالغين لديها القدرة على التغيير نتيجة الإصابة لكن مدى إعادة التنظيم يعتمد على مدى الإصابة. يركز بحثه الحالي على النظام الحسي الجسدي، والذي ينطوي على شعور الجسم وحركاته باستخدام العديد من الحواس. عادة عند تلف القشرة الحسية الجسدية عند الناس فإن كل تصورات الضعف الجسدي ستجرب. انه يحاول أن يرى كيف أن هذه النظم (الحسية الجسدية، والمعرفية، والأنظمة الحركية) هي مرنة نتيجة الإصابة.
تتضمن إحدى أحدث التطبيقات للدونة العصبية العمل الذي أنجزه فريق من الأطباء والباحثين في جامعة إموري، وبشكل خاص الطبيب دونالد ستاين Dr. Donald Stein (الذي عمل بهذا المجال لثلاثة عقود من الزمن)  والطبيب ديفيد رايت Dr. David Wright. يمثل هذا العلاج الأول منذ 40 سنة والذي أدى لنتائج هامة في علاج أذيّات الدماغ الرضحية بينما أيضاً لا يجلب تأثيرات جانبية معلومة وكونه رخيص الثمن في التطبيق.
لاحظ الطبيب ستاين أن إناث الفئران تتعافى فيما يبدو من الأذيّات الدماغية بشكل أفضل من ذكور الفئران. ولاحظ أيضاً لدى الإناث في نقاط معيّنة من دورة الودق estrus cycle أن تلك الإناث تعافين بقدر أكبر. بعد كثير من البحث، عُزي هذا الاختلاف بسبب مستويات البروجستيرون. أدى المستوى الأعلى من البروجستيرون لأسرع شفاء للأذية الدماغية لدى تلك الفئران.
قاموا بتطوير علاج يتضمّن مستويات زائدة من حقن البروجستيرون لإعطائها لمرضى الأذية الدماغية. "خفّض إعطاء البروجستيرون بعد أذية الدماغ الرضحية traumatic brain injury (TBI) والسكتة الدماغية الوذمة والالتهاب وموت الخلية العصبونية، كما يحسّن الذاكرة المرجعية المكانية والشفاء الحركي الحسّي.
" في تجاربهم السريرية، كان لديهم مجموعة من المرضى والذين بعد ثلاثة أيام من حقن البروجستيرون حدث لديهم انخفاض بقدر 60% في معدل الوفاة. وحدث المثل في حادث سير مروّع ترك المريض بنشاط دماغي هامشي؛ وتبعاً للأطباء، كان المريض بطريقه للموت الدماغي. وقرر والدي المريض أن يشركوا ابنهم في التجربة السريرية للطبيب ستاين وأعطي علاجاً من البروجستيرون لثلاثة أيام. بعد ثلاث سنوات من الحادث، حقق المريض شفاءً مثيراً دون اختلاطات دماغية وقدرة على العيش بصحة وعافية.
قام الطبيب ستاين بالعديد من الدراسات على فئران هرمة، حيث أعطت نتائج مشابهة لتلك التي أجريت على فئران شابة. (حيث كان البروجسترون ثابت الفعالية للفئران الشابة دون الهرمة) ولكن مع تعديل التجربة، فبما أنه توجد اختلافات فزيولوجية بين الفئتين من الفئران من حيث العمر، تم التعديل على الفئران الهرمة عن طريق خفض التوتر لديها بالمزيد من الاتصال الجسدي. أثناء العمل الجراحي، أُبقِي التخدير في مستوى عال من الأوكسجين مع مستوى منخفض من الأيزوفلورين. وأُعطيت الفئران الهرمة قبل الجراحة محلول رينغرز اللاكتيكي lactated ringers solution تحت الجلد لتعويض السوائل المفقودة مع النزف المتزايد أثناء الجراحة.
النتائج المبشّرة من العلاج بالبروجسترون قد تحمل تأثيراً مهماً على التدابير السريرية المتخذة حالياً للذين تعرضوا إلى أذية الدماغ الرضحية TBI. كما ظهر أن هذه العلاجات تعطي نتائجها لدى المرضى البشر إذا ما طبِّقت مباشرة بعد الأذية. لكن في الوقت الراهن، يركِّز الدكتور ستاين أبحاثه على المرضى الذين يعانون من أذية مستديمة (منذ فترة طويلة) من أجل تحديد ما إذا كان العلاج بالبروجسترون يستطيع شفاء الوظائف التي تعطَّلت أم لا.

### الرؤية
لعقود عديدة، ساد افتراض يقول: أن مهارة الرؤية بالعينين binocular vision في تجسيم معين يجب تعلمها في مراحل الطفولة المبكرة أما بعدها فلا يمكن تعلمها أبداً. لكن في السنوات الأخيرة تبين وجود نتائج مخالفة لذلك الافتراض. فالتحسنات الناجحة الملاحظة لدى مرضى الحول Amblyopia، ومرضى قصور التقارب Convergence Insufficiency ولدى الذين يعانون من شذوذات في الرؤية المجسمة كانت أمثلة رئيسة عن فعالية اللدونة العصبية. وهذه التحسنات لدى مرضى الحول والذين يعانون من خلل في الرؤية المجسمة، تشغل الآن حيزاً هاماً في البحث العلمي والسريري.

### معالجة صعوبات التعليم
طور ميشيل فيرزنش مجموعة من «برامج الكومبيوتر المعتمدة على الليونة» تعرف بـالأسرع للكلمة (Fast For Word) [اقتباس للضرورة]. يوفر هذا البرنامج سبع تمارين دماغية ليساعد مع التعليم واللغة على التخلص من صعوبات عسر القراءة. الدراسات الحديثة التي أجريت على البالغين لملاحظة فيما إذا كانت هذه المساعدة تستطيع أن تواجه الليونة السلبية والنتائج انخفاض الإدراك المعتمد على العمر (ARCD). يشمل تصميم (ET) ستة تمارين مصممة لمعاكسة الخلل الوظيفي الناتج عن (ARCD) في الإدراك والذاكرة والتحكم الحركي وهكذا. سيلاحظ بعد استخدام برنامج (ET) من 8-10 أسابيع ازدياد واضح في أداء مهمة محددة[بحاجة لمصدر]. المعلومات التي جمعت من الدراسة التي أشارت بأن البرنامج المعتمد على الليونة العصبية تستطيع تحسين الوظائف الادراكية والذاكرة بشكل ملحوظ لدى البالغين مع الARCD.

### أثناء تشغيل وسيط آلة الدماغ
وسيط آلة الدماغ Brain-machine interface (BMI) هو حقل سريع التطور في العلوم العصبية. وفقاً للنتائج التي حصل عليها ميخائيل ليبيديف Mikhail Lebedev، ميغويل نيكوليلس Miguel Nicolelis وزملاؤهم ، فإنه ينتج عن تشغيل وسيط آلة الدماغ دمج محرك اصطناعي بتمثيل الدماغ. بيّن العلماء بأن التعديل في التمثيل العصبي في يد القرد والمحرّك الذي كان يتم التحكم به من قبل دماغ القرد قد ظهر في أماكن قشرية متعددة أثناء تشغيل القرد لوسيط آلة الدماغ. في تجارب الأيام الحالية، حرّكت القردة المشغّل الميكانيكي بدايةً عن طريق الضغط على مقبض التوجيه. بعد إجراء الخرائط للطاقم الحركي العصبوني، تم تبديل التحكم بالمحرّك إلى طراز الطاقم مما يجعل فعالية الدماغ، وليس اليد، تتحكم بشكل مباشر بالمحرّك.أصبحت فعالية العصبونات الفردية والجمهرات العصبونية أقل تمثيلاً لحركات يد الحيوان بينما تمثّل حركات المحرّك.و من المحتمل كنتيجة لهذا التكيّف، أن الحيوانات في النهاية ستستطيع التوقف عن تحريك أيديهم وعلى الرغم من ذلك تستطيع الاستمرار بتشغيل المحرّك. لذا، أثناء التحكم بوسيط آلة الدماغ BMI، تتكيف الأطقم القشرية بلدونة، خلال عشرات الدقائق، لتمثّل متثابتات حركية ملحوظة سلوكياً، حتى وإن لم تكن مرتبطة بحركات الطرف الخاص بالحيوان.
مجموعات المختبرات الناشطة متضمنة مجموعات جون دونوغ في براون، ريتشارد أندرسين في كالتيتش، كريشنا شينوي في ستانفورد، نيكولاتس هاتسوبولوس من جامعة شيكاغو، آندي شفارتز في جامعة بيتسبرغ، ساندرو موسالفالدي في نورث ويسترين وميغويل نيكوليليس في دووك.أظهرت مجموعتا دونوغ ونيكوليليس كل منهما بشكل مستقل عن الآخر بأن الحيوانات تستطيع التحكم بوسيط خارجي في المهمات التي تحتاج إلى رد فعل، بوساطة نماذج مبنية على فعالية عصبونات قشرية، وبأن الحيوانات تستطيع تغيير عقولهم تكيّفياً لجعل هذه النماذج تعمل بشكل أفضل.أخذت مجموعة دونوغ زروعات من مختبر ريتشارد نورمان في يوتا Utah (نظام «يوتا»)، وقامت بتحسينه عبر تغيير العازل الكهربائي من البوليميد إلى باريلين سي parylene-c وقامت بالمتاجرة به عن طريق شركة سايبركاينتكس Cyberkinetics. إن هذه الجهود هي عبارة عن المرشحين الرائدين للتجارب البشرية الأولى على نطاق واسع للزروعات القشرية الحركية لمساعدة المرضى ذوي الشلل الرباعي أو متلازمة المنحبس على التواصل مع العالم الخارجي.

### البِدْلات الحسية
تندرج اللدونة العصبية ضمن تطور الوظيفة الحسية. حيث يكون الدماغ في الحياة الجنينية غير ناضج ولكنه يكتسب بعد الولادة المعلومات الحسية.
في الجهاز السمعي حيث تكون الاعتلالات السمعية شائعة الحدوث إلى حد ما بنسبة تصيب 1 كل 1000 من الولدان حديثا والتي تؤثر على تطور السمع لديهم. ان زرع البدائل الحسية والتي تفعل النظام السمعي منعت العجز وحثت النضج الوظيفي للجهاز السمعي.
وبحسب الفترة الحساسة للدونة العصبية توجد أيضا فترة حساسة لتداخلات أخرى خلال 2-4 سنوات الأولى من الحياة.
بالنتيجة فإن زراعة القوقعة باكراً لدى الأطفال الصم البكم تمكنهم من تعلم اللغة الام وتكسبهم التواصل السمعي.

### الأطراف الوهمية

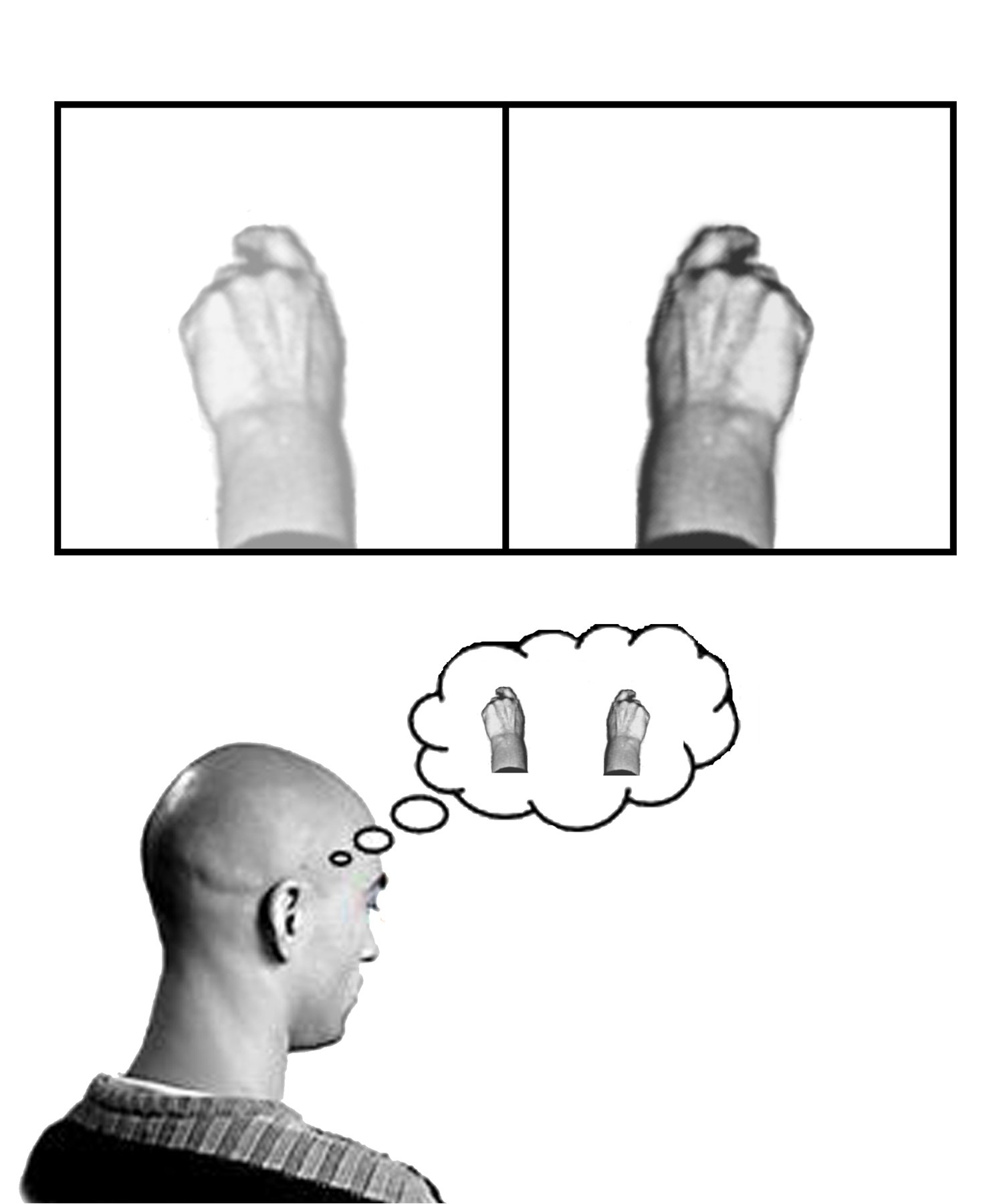
الصورة تمثل شرح شكلي لأحد علاجات ظاهرة الأطراف الوهمية المسمى "مربع المرآة". يضع المريض الطرف السليم في الجانب الأول للمربع (في هذه الصورة اليد اليمنى) ويضع الطرف المبتور في الجانب الآخر. مع وجود المرآة يرى المريض انعكاس يده السليمة على المرآة في المكان الذي يوجد فيه الطرف المبتور (لاحظ الصورة الباهتة في الشكل) وبالتالي يستقبل المريض إشارات بصرية اصطناعية بأن طرفه المبتور تم إحياءه وهو يتحرك مع تحرك طرفه السليم.

الأطراف الوهمية (Phantom limbs) ظاهرة نجدها لدى الأشخاص الذين تم بتر جزء من جسمهم حيث يستمر الشعور بالألم أو الشعور بهذا الجزء من الجسم على الرغم من بتره. وهذه الظاهرة شائعة بشكل غريب، نجدها لدى 60-80% من الحالات. أحد التفسيرات تقول أن ذلك يرجع إلى اللدونة العصبية. حيث يُعتَقد أن الخرائط القشرية للأطراف المبتورة تقوم بالارتباط مع المناطق القشرية المحيطة بها في التلفيف خلف المركزي. وهذا يؤدي إلى تفعيل المناطق القشرية المحيطة بالمنطقة الأصلية للطرف المبتور التي يتم تفسيرها (تفعيلها) خطأً بعد غياب الطرف.
العلاقة بين ظاهرة الأطراف الوهمية واللدونة العصبية معقدة نوعاً ما. ففي تسعينات القرن الماضي طرح العالم راماشاندران نظرية تقول أن ظاهرة الأطراف الوهمية سببها إعادة ترتيب الخريطة القشرية. لكن في عام 1995 أوضحت هيرتا فلور وزملاؤها أن إعادة الترتيب هذه حدثت فقط لدى المرضى الذين يعانون من ألم وهمي لطرفهم المبتور. حيث أظهرت أبحاثها أن الألم الوهمي (بالأحرى الأحاسيس الرجيعة referred sensations) هو الترابط الإدراكي لعملية إعادة التنظيم القشرية هذه. كما تُعزى هذه الظاهرة أحياناً إلى سوء تأقلم الدونة العصبية.
في عام 2009 أجرى كل من لورمير موسيلي وبيتر بروجر تجربة مذهلة حيث شجعوا الأشخاص مبتوري اليد لاستخدام التخيلات الإبصارية لثني الطرف الوهمي بوضعيات مستحيلة. ونجح أربعة من سبعة أشخاص بجعل الطرف الوهمي يؤدي هذه الحركات المستحلية.
تشير هذه التجربة إلى قيام هؤلاء الأشخاص بتعديل التمثيل العصبي لأطرافهم الوهمية وتوليد الأوامر الحركية المطلوبة لتنفيذ الحركات المستحيلة في غياب رد الفعل من الجسم.
أعلن المؤلفون: «في الحقيقة، توسع هذه النتائج فهمنا للدونة العصبية لأنها دليل على إمكانية تحفيز تغيرات عميقة في التمثيل العقلي للجسم بآليات دماغية داخلية محضة -- فالدماغ يجري التغيير بنفسه حقاً».

### الألم المزمن
الاشخاص الذين يعانون من الم مزمن ومستمر في مواضع كانت قد تأذت سابقا بالرغم من تعافيها في الوقت الحالي.
هذه الظاهرة تعود إلى اللدونة العصبية الناتجة عن إعادة التنظيم الغير ملائم في الجهاز العصبي المحيطي والمركزي.
حيث يحدث خلال فترة الاذية النسيجية وبسبب الالتهاب والاثارة الضارة ارتفاعا في الطاقة المؤلمة من الجهاز العصبي المحيطي إلى المركزي.
الاذية المستمرة من المحيط سوف تسبب حصول استجابة عصبية على المستوى القشري وذلك لتغيير التنظيم الجسدي لموضع الالم متضمنا التحسيس المركزي.
على سبيل المثال قد اظهر الاشخاص الذين يعانون من متلازمة الالم الناحي المركب نقصا في التمثيل الجسدي القشري لليد بالجانب المقابل وكذلك نقصا في التباعد بين اليد والفم.
بالإضافة لذلك كان قد افيد عالميا أن الألم المزمن يعود إلى النقص الواضح في حجم المادة الرمادية في الدماغ وعلى الأخص في القشر امام الجبهة والوطاء الأيمن  ، ولكن بعد العلاج سوف تخمد هذه الشذوذات في إعادة التنظيم القشرية وفي حجم المادة الرمادية وكذلك الأعراض الناتجة عن ذلك .
نفس النتائج كانت قد سجلت في الالم الطرفي لفانتوم  ، ألم أسفل الظهر المزمن ، متلازمة نفق الرسغ 

### التأمل
هناك عدد من الدراسات ربطت بين ممارسة التأمل والاختلافات في سمك المنطقة القشرية أو كثافة المادة الرمادية. واحدة من أكثر الدراسات المعروفة لإثبات ذلك كانت بقيادة سارة لازار، من جامعة هارفارد، في 2000. ريتشارد ديفيدسون، عالم الأعصاب في جامعة ويسكونسن، قاد التجارب بالتعاون مع الدالاي لاما على آثار التأمل على الدماغ. وتشير نتائجه أن ممارسة التأمل على المدى الطويل أو على المدى القصير ينتج عنها مستويات مختلفة من النشاط في مناطق الدماغ المرتبطة بهذه الصفات الاهتمام القلق، الاكتئاب، والخوف، والغضب، وقدرة الجسم على شفاء نفسه، وهكذا قد تكون هذه التغيرات الوظيفية بسبب التغيرات في الهيكل المادي للدماغ.

### اللياقة البدنية والتمارين الرياضية
في دراسة أجريت عام 2009، جعل العلماء مجموعتين من الفئران تسبحان في متاهة الماء، ثم في تجربة منفصلة عرضوهما لمحفزغير سار، ليروا كم السرعة التي تتعلم بها أن تبتعد عنه. ثم، خلال الأسابيع الأربعة المقبلة سمحوا لمجموعة من الفئران أن تركض داخل عجلات القوارض، وهو نشاط تتمتع به معظم الفئران، في حين أنها أجبرت مجموعة أخرى على العمل بجدية أكبر على آلات الجري الصغيرة بالسرعة والمدة التي ضبطها العلماء. ثم أنها اختبرت كلا المجموعتين مرة أخرى لتتبع مهارات التعلم والذاكرة. كلا المجموعتين من الفئران تحسن أدائهم في متاهات المياه عن التجربة السابقة. ولكن فقط المتسابقين مفرغة خارج عملت كانت أفضل في مهمة تجنب، وهي المهارة التي، وفقا لعلماء الأعصاب، يتطلب استجابة معرفية أكثر تعقيدا.
وأظهرت الفئران الذين أجبروا على الجري على آلات الجري دليل على التغيرات الجزيئية في عدة أجزاء من أدمغتهم عند النظر إليها تحت المجهر، بينما أظهرت مجموعة العدائين الطوعية على العجلة التغييرات في منطقة واحدة فقط.
قال" Chauying J. jen" أستاذ علم وظائف الأعضاء ومؤلف الدراسة، «نتائجنا تدعم فكرة أن أشكال مختلفة من التمارين تحفز تغيرات المرونة العصبية في مناطق الدماغ المختلفة». في الوقت ذاته ظهرت نتائج مشابهة على البشر 

### تحديد الموقع بالصدى عند البشر
تعرف بالقدرة التعليمة للبشر على استشعار البيئة من حولهم عبر الأصداء. الأشخاص المكفوفين هم الذين يستخدمون هذه القدرة للتنقل واستشعار محيطهم بالتفصيل. فقد أظهرت الدراسات التي أجريت عامي  2010-2011 مستخدمة تقنيات التصوير بالرنين المعناطيسي أن أجزاء الدماغ المرتبطة بالمعالجة البصرية تتكيف مع مهارة تحديد الموقع بالصدى الجديدة. فعلى سبيل المثال تشير الدراسات التي أجريت على المرضى المكفوفين أن صدى النقر المسموع من خلال المرضى يعالج عبر مناطق الدماغ المخصصة للرؤيا بدلا من المناطق السمعية.

### عند الحيوانات
انظر أيضا: التطور الدماغي والتطور العصبي عند البشر.
خلال مدة الحياة المفردة، يمكن للأفراد في الأنواع الحيوانية أن تواجه تغيرات في التشكل الدماغي. تحدث معظم هذه التغيرات بسبب إفراز الهرمونات في الدماغ، إنتاج عوامل تطورية أو مراحل النمو. كما تحدث بعض التغيرات في الأنواع موسميآ لتعزيز السلوك أو توليد الاستجابة.

#### تغير الدماغ موسمياً
إن تغيّر الدماغ شكلياً وسلوكياً تلاؤماً مع تغير السلوكيات الموسمية في السنة، شائع نسبياً عند الحيوانات لدى العديد من الفئات والأنواع. وهذه التغيرات تحسّن فرص التزاوج في مواسم التكاثر عندها. نذكر بعض الأمثلة.
في صف الأفيس the class Aves (أي الطيور)، يوجد طير القرقف الأسود black-capped chickadees الذي يزداد عنده حجم الحصين Hippocampus وقوة الاتصالات العصبية المرتبطة به في أشهر الخريف. كما تُلاحَظ تغيرات مشابهة في الحصين (الذاكرة المكانية) عند بعض القوارض والبرمائيات.
عند الطيور المغردة في موسم التزاوج نجد نوى دماغها المسؤولة عن إصدار الألحان قد ازداد حجمها. بل إنه شائع لدى الطيور هذا التغير الشكلي في أدمغتها متيحةً لها أنماط متعددة التواتر لألحانها واختلافات في علو الصوت. طيور الزرزور الأوروبية starlings. هذه الطيور عندما تمضي أوقاتاً طويلة في النهار 
معرضة للضوء بشكل متكرر ينخفض مستوى الهرمون المطلق لمنبه الجريب GnRH عندها. بينما يمتلك الأرنب البحري في كاليفورنيا The California sea hare (من بطنيات الأرجل)، آليات تثبيطية أكثر نجاحاً لهرمونات التزاوج خارج مواسم التكاثر. وسبب ذلك يعود لوجود مثبطات قوية في دماغه. في دماغ الإنسان وبعض الثديات الأخرى توجد أيضاً آليات مشابهة يتغير فيها الأثر التثبيطي لبعض المناطق. في ضفدع الجابونيكس Bufo japonicus تكبر اللوزة amygdala في دماغه في موسم التزاوج وفي السبات الشتوي ثم تعود لحجمها في الفترات الأخرى. في مواسم التزاوج عند النعجة يزداد تقبل هرمون الـGnRH في جزء من الوطاء بينما يكون عادياً في باقي أوقات السنة.
عند الإنسان يزداد حجم النواة فوق التصالب البصري في فصل الخريف وخاصة العصبونات المفرزة للـADH (الهرمون المضاد للإبالة). أما في الربيع فينقص حجمها.

## أصل مصطلح اللدونة العصبية (التأثيل)
كان وليام جيمس أول من طبق مصطلح «اللدونة» على السلوك في كتابه «مبادئ علم النفس The Principles of Psychology» عام 1890 لكن لم يُكترَث كثيراً لهذا المصطلح في الخمسين سنة التي تلتها. ويظهر أن أول من استعمل مصطلح «اللدونة العصبية» هو عالم الأعصاب البولندي جيرزي كونورسكي Jerzy Konorski.
.

## التاريخ

### طرح الفكرة
حتى سبعينات القرن العشرين، ظلت فكرة:(الجهاز العصبي ووظائف الدماغ تثبت عن التغير في مرحلة البلوغ) سائدة لدى علماء الأعصاب . وكذلك فكرة أنه من المستحيل تطور خلايا عصبية جديدة بعد الولادة. في عام 1793 عالم التشريح الإيطالي ميشيل فينتشينزو مالاكارن شرح تجارباً قام بها بمقارنة أزواج من الحيوانات، حيث درّب زوجاً منها وبعدها قام بتشريحه. اكتشف أن المخيخ لدى الحيوانات المدرّبة كان أكبر بكثير من الحيونات الغير مدرّبة. ولكن هذه النتائج تم نسيانها في نهاية المطاف. فكرة أن «الدماغ ووظائفه لا تثبت في مرحلة البلوغ» تم طرحها في عام 1890 من قبل وليام جيمس في كتابه «مبادئ علم النفس The Principles of Psychology» وعلى الرغم من ذلك أُهمِلت الفكرة إلى حد كبير.

### أبحاث واكتشافات
في عام 1923 أجرى كارل لاشلي تجارباً على نوع من القرود يسمى الريصص rhesus والتي أظهرت تبدلات في الطرق العصبية لديها وكانت نتيجة هذه الأبحاث إثبات وجود اللدونة العصبية. ومع ذلك وعلى الرغم من طرح العديد من الأبحاث المشابهة فإن فكرة اللدونة العصبية لم تلق قبولاً لدى عدد كبير من علماء الأعصاب. في الستينات بدأت أدلة أخرى أكثر أهمية بالظهور وبالأخص من بعض العلماء مثل بول باخ ي ريتا ومايكل ميرزينتش وجون كاس وآخرين.
في الستينات اخترع العالم بول باخ ي ريتا جهازاً يسمح للمكفوفين بالقراءة وإدارك الظلال والتمييز بين الأشياء القريبة والبعيدة. وكان هذا الجهاز واحداً من التطبيقات الأولى والأكثر جرأة في مجال اللدونة العصبية. وهو عبارة عن كرسي كهربائي يجلس عليه الكفيف، مجّهز بكاميرا كبيرة خلفه تقوم بمسح المكان المحيط، ثم تبعث إشارات كهربائية عن الصورة إلى 400 حساس مهتز متصلة مع الكرسي وملامسة لجلد المريض. الموضوعات الستة لهذه التجربة تمكنت في نهاية المطاف من جعل المريض قادراً على تمييز أمورٍ في غاية الدقة. وهؤلاء المرضى كانوا كفيفين ولادياً ولم يسبق لهم أن استطاعوا الرؤية.
قام العالم إليانور ماغواير بتوثيق أدلة عن تغيرات في بنية الحصين لدى سائقي سيارات الأجرة المحلية في لندن، الذين من الواجب عليهم معرفة تنظيم لندن الطرقي. حيث لوحظت إعادة في توزيع المادة الرمادية عندهم. هذه الفكرة في لدونة الحصين لم تشغل اهتمام العلماء فحسب بل أيضاَ وسائل الإعلام الرسمية والعالمية.
اعتقد العالم بول باخ ي ريتا بما يسمى «البديل الحسي» أي إذا تأذى إحساس ما فإن الحواس الأخرى تستطيع أحياناً التعويض، ويمكن للجلد ومستقبلاته اللمسية أن تكون بمثابة شبكية للإنسان (استخدام حس أحدهم للآخر). وحتى يستطيع الدماغ تفسير المعلومات اللمسية وتحويلها إلى معلومات بصرية عليه أن يتعلم شيئاً جديداً ويتكيف مع الإشارات الجديدة. وقدرة الدماغ على التكيف تتضمن أن يكون لديه لدونة عصبية على حسب رأيه. حيث يقول: نحن نرى بأدمغتنا وليس بعيوننا.
وكانت سكتة دماغية مأساوية سببت الشلل لوالده ما ألهمت العالم بول باخ أن يدرس إعادة تأهيل الدماغ. وأخوه الطبيب عمل بلا كلل لتطوير تدابير علاجية حققت نجاحاً جعل والدهما يستعيد كامل وظائفه والعيش بشكل طبيعي في عمر الـ68. حتى أنه استطاع تسلق الجبال. وكانت قصة والدهما هذه أدلة مباشرة على أنه يمكن التعافي حتى عند شخص مسن مع إصابة كبيرة وحتى لو تأخر الشفاء.
وجِدت المزيد من الأدلة عن إمكانية إعادة تأهيل الدماغ عند العالم شفرد إفوري فرانز. أحد الدراسات تضمنت تعافي مرضى أصيبوا بسكتة دماغية سببت لهم الشلل لسنين عن طريق تمرينات في تحفيز الدماغ. فهم فرانز أن التمرينات يجب أن تكون ممتعة محفزة، حيث يقول: (في ظروف من المتعة كوجود مسابقة على سبيل المثال النتائج تكون أكثر كفاءة مما لو تم الأمر بشكل روتيني ممل داخل مخبر) عام 1921 ص93. وهذه الحركة قادت إلى ظهور برامج إعادة التأهيل التحفيزي التي نراها اليوم.
مايكل ميرزينتش هو عالم أعصاب من رواد اللدونة العصبية لأكثر من ثلاثة عقود. حيث كانت العديد من تطلعاته الأكثر طموحاً في هذا المجال، حيث يرى أن تمرين الدماغ يمكن أن يفيد كما الدواء في معالجة أمراض بخطورة مرض انفصام الشخصية. كما يرى أن اللدونة العصبية توجد مع الإنسان من المهد إلى اللحد، محدثةً تحسينات جذرية في الأداء الحركي. ويرى أن القدرة على التعلم والتفكير والاستقبال والتذكر ممكنة حتى عند المسنين. تأثّر ميرزينتش بالاكتشاف الحاسم الذي قدمه العالمان ديفيد هوبل وتورستن ويزل في عملهما على القطط. حيث قاما بخياطة عين واحدة لقطة لإغلاقها وتابعوا تسجيل الخرائط القشرية الدماغية لديها. وجد العالمان أن الجزء من الدماغ المتعلق بالعين المغلقة لم يصبح خاملاً كما توقعا. بل استمر بمعالجة معلومات بصرية من العين المفتوحة، لقد كان ذلك كما لو أن الدماغ لا يريد أن يضيع أية منطقة قشرية بلا عمل وقد وجد طريقة في إعادة توصيل مناطقه !.
هذه التجربة تضمنت اللدونة العصبية في الفترة الحرجة (الدور الحرج) ولكن العالم مايكل ميرزينتش جادل في الأمر وقال أن اللدونة العصبية يمكن أن تظهر خارج الدور الحرج. وجاء أول بحث له على اللدونة عند البالغين عندما كان يعمل في دراساته ما قبل الدكتوراة مع كلينتون وسلي. واستندت تجربته على مراقبة ما يحدث في الدماغ إذا قطع أحد الأعصاب المحيطية وتم بعدها إعادة تجديده. قام العالمان بتسجيل الخرائط القشرية الصغيرة ليد قرد قبل وبعد قطع العصب وإعادة خياطته. بعد ذلك وجدا أن خريطة الدماغ المتعلقة باليد والتي توقعا منها أن تتشوش كانت تعمل بشكل طبيعي. كانت هذه النتيجة طفرة كبيرة !، أكد مايكل ميرزينتش: «إذا كانت الخريطة الدماغية تستطيع أن تجعل بنيتها طبيعة حتى مع الاستجابة لإشارات غير طبيعية، فهذا يعني أن الرأي السائد حول أننا نولد مع نظام صلب التوصيل خاطئ، ينبغي للدماغ أن يكون مرناً» 
.